# Kanton Ringenberg
Der Kanton Ringenberg war eine Verwaltungseinheit im Großherzogtum Berg und im Kaiserreich Frankreich.

## Geschichte
Mit kaiserlichem Dekret vom 14. November 1808 wurden im Großherzogtum Berg nach dem Vorbild der französischen Verwaltung neue Verwaltungsstrukturen gebildet. Dies betraf auch ein rechtsrheinisches Gebiet des früheren Herzogtums Kleve, das seit dem Jülich-Klevischen Erbfolgestreit von Brandenburg-Preußen beansprucht worden war, das es seit dem Vertrag von Kleve (1666) abschließend in Besitz genommen hatte, das Preußen mit dem Vertrag von Paris (15. Februar 1806) schließlich an das Kaiserreich Frankreich abgetreten hatte und das im gleichen Jahr (1806) an das Großherzogtum Berg gefallen war. Dieses Gebiet war zunächst als Arrondissement Wesel verwaltet worden, ehe es nach Abtretung der Stadt Wesel (1808) als Arrondissement Emmerich geführt und dem Arrondissement Essen im Département Rhein zugeteilt wurde.
Mit dem Dekret vom 14. November 1808 wurden im Arrondissement Essen sieben Kantone gebildet, neben dem Kanton Ringenberg die Kantone Essen, Werden, Duisburg, Dinslaken, Rees und Emmerich.
Der Kanton Ringenberg wurde im Westen durch den Rhein bei Bislich begrenzt. Im Norden grenzte er auf einer Linie südlich der Dörfer Mehr und Loikum an den Kanton Rees. Des Weiteren grenzte der Kanton Ringenberg auf einer Linie, die von der Isselniederung bei Ringenberg bis an den Dämmerwald und von dort nach Süden bis an die Lippe führte, an das Fürstentum Salm.
Der Kanton Ringenberg bestand bis 1811 zunächst aus 26 Gemeinden mit insgesamt 7353 Bewohnern, die sich auf zwei Mairien aufteilten:
- Mairie Ringenberg, unter anderem mit dem Dorf Ringenberg als „chef-lieu“ des Kantons mit den weiteren Dörfern Bislich, Diersfordt, Hamminkeln, Lackhausen und Obrighoven
- Mairie Schermbeck, unter anderem mit der Stadt Schermbeck und den Dörfern Brünen, Dämmerwald, Weselerwald, Drevenack, Krudenburg und Bricht.

Durch Dekrete, die der französische Kaiser und bergische Regent Napoleon I. im Dezember 1810 erließ, musste das Großherzogtum Berg Gebiete nördlich der Lippe, somit auch den Kanton Ringenberg, an Frankreich abtreten. Nach interimistischer Verwaltung durch das Département Yssel-Supérieur wurde der Kanton Ringenberg mit Dekret vom 28. April 1811 Teil des Arrondissements Rees in Département Lippe. In diesem Zuge wurde ein Gebiet des Fürstentums Salm, das von Frankreich ebenfalls annektiert worden war, in den Kanton Ringenberg eingegliedert. Hierbei handelte es sich um die
- Mairie Altschermbeck, unter anderem bestehend aus den Orten Altschermbeck, Üfte, Overbeck, Erle, Rhade und Holsterhausen.

Nach der Franzosenzeit und dem Wiener Kongress fiel das Gebiet des Kantons Ringenberg, der 1813 10.527 Einwohner gezählt hatte, wieder an Preußen. Neugegliedert in Bürgermeistereien wurde dessen westlicher Raum ab 1816 Teil des preußischen Kreises Rees, zunächst im Regierungsbezirk Kleve in der Provinz Jülich-Kleve-Berg, ab 1822 im Regierungsbezirk Düsseldorf in der Rheinprovinz, während das Gebiet der Marie Altschermbeck an den Kreis Recklinghausen im Regierungsbezirk Münster der Provinz Westfalen gelangte.